# 岡田羊祐
岡田 羊祐（おかだ ようすけ、1961年 - ）は、日本の経済学者。専門は産業組織論、競争政策。一橋大学大学院経済学研究科教授、公正取引委員会顧問。元公正取引委員会競争政策研究センター所長。

## 来歴
1985年東京大学経済学部経済学科卒業。1990年東京大学大学院経済学研究科応用経済学専攻（産業組織論）単位取得退学、信州大学経済学部専任講師。1992年信州大学経済学部助教授。1993年経済企画庁経済研究所客員研究員。1994年博士（経済学）（東京大学）。1995年ウォーリック・ビジネス・スクール客員研究員。1998年科学技術庁科学技術政策研究所客員研究員。1999年日本製薬工業協会医薬産業政策研究所主席研究員。2000年一橋大学大学院経済学研究科助教授。2003年公正取引委員会競争政策研究センター客員研究員。2005年公正取引委員会競争政策研究センター主任研究官。2006年一橋大学大学院経済学研究科教授、日本製薬工業協会医薬産業政策研究所客員研究員、公正取引委員会著作物再販協議会委員、公正取引委員会音楽用CD等の流通に関する懇談会委員、総務省競争評価アドバイザリーボード委員。2009年内閣府情報セキュリティ政策会議技術戦略専門委員会委員。2012年公正取引委員会顧問、公正取引委員会競争政策研究センター所長。2016年日本経済政策学会常務理事。2019年一橋大学大学院経済学研究科研究科長・経済学部学部長。産業組織論、競争政策専攻。

## 著書
- 『クラウド産業論 : 流動化するプラットフォーム・ビジネスにおける競争と規制』（林秀弥と共編著）勁草書房 2014年
- 『独禁法審判決の法と経済学 : 事例で読み解く日本の競争政策』（川濵昇, 林秀弥と共編）東京大学出版会 2017年
- 『イノベーションと技術変化の経済学』日本評論社 2019年

## 論文
- <岡田羊祐